# 630 a.C.
Il 630 a.C. (DCXXX a.C. in numeri romani) è un anno  del VII secolo a.C.

## Eventi
- Fondazione di Sinope

## Nati
- Amytis, regina babilonese († 565 a.C.)